# Església de Sant Nicolau de Bari (Burguete)
L'església de Sant Nicolau de Bari és una església catòlica situada en el municipi de Burguete (Navarra, Espanya). És l'única església parroquial del municipi, per la qual cosa es denomina també església parroquial de Burguete o església parroquial de Sant Nicolau de Bari.
Es troba al carrer principal de Burguete, que va sorgir com un poble caminer, al llarg del Camí de Sant Jaume, i està vinculada a la veïna col·legiata de Roncesvalles. Espanya, per a l'ampliació com a patrimoni de la humanitat de «Camins de Sant Jaume de Compostel·la: Camií francès i Camins del Nord d'Espanya» (n.º ref. 669bis) va manar a la UNESCO com a documentació un voluminós dossier, «Inventari Retrospectiu - Elements Associats» (Retrospective Inventory - Associated Components) en el qual es detallen 1912 elements que tenen el caràcter de béns associats amb el Camí, no d'elements inscrits. En aquest catàleg figura aquesta església.

## Història
L'església de Sant Nicolau de la vila Burguete és una església d'origen medieval, però ha estat destruïda en nombrosos incendis al llarg de la història. Almenys existia en 1104, segons consta en el document que recull una donació. El seu aspecte actual el resultat de l'última reconstrucció, que va ser realitzada entre 1945 i 1968. En 1965 es reaturo l'interior, segons projecte de l'arquitecte Miguel Gortari. Les reconstruccions van anar incorporant restes de les edificacions anteriors que encara es poden apreciar a l'actual església.
Els elements més antics són dues finestres de doble esqueixada situades en la capçalera de l'església i en el tram veí al creuer, que es corresponen a l'església medieval. Hi ha restes de mènsules i nervis en la capçalera i en el creuer que daten del segle XVI. La resta més destacada que es conserva, no obstant això, és la portada monumental de la façana de 1699, pagada per la família burgetena Oroz, l'escut d'armes del qual lueix sobre la portada, i el 1943 es va adoptar com a escut de la vila.
El 1861 un va incendiar va destruir, juntament amb la casa parrroquial, la torre i el cor del temple. La reconstrucció ser va realitzar sobre un projecte de l'arquitecte Pedro de Asoleaga, encara que amb algunes variacions.
A pesar que la seva fàbrica és moderna, la pervivència d'elements antics en la mateixa i la vinculació històrica d'aquest temple al Camí de Sant Jaume Francès que pansa enfront de les seves portes, li van fer mereixedor el 2014 de ser inclòs com a part del catàleg de béns associats en el Patrimoni de la Humanitat dins del lloc conegut com a Camins de Sant Jaume a Espanya.

## Descripció
L'església té planta d'una nau de tres trams que comprenen el creuer i un més corresponent a la capçalera recta. El creuer, destacat en planta, s'eleva a l'altura de la nau. Els seus murs són de carreu i coberta arrebossada. La nau està coberta amb voltes d'aresta i la capçalera i els braços del creuer amb voltes de llunetes. El cor que s'aixeca als peus és d'obra. A la moderna sagristia de planta rectangular i dos trams s'accedeix pel creuer de l'Epístola a través d'un arc de mig punt.
A l'exterior, la façana de carreu culmina en pinyó, flanquejada per pinacles, en el centre dels quals se situa el rellotge i culmina amb una torrecilla quadrada. En la part inferior de la façana es conserva la portada de finals del segle XVII, d'estil barroc clàssic realitzada pel picapedrer Juan de Mihura el 1699. El carreu deixa veure en el costat de l'Evangeli grans llenços de mur cadascun amb óculo separats per un contrafort i el sortint braç del creuer.
A la torre, on s'allotgen les campanes destaca entre totes una dedicada a Santa Maria datada el 1672, segons es llegeix en la pròpia campana. Va ser regalada per la col·legiata de Roncesvalles el1864 per l'ajuda prestada en diversos incendis; es tracta de l'antiga campana de l'ermita de Ibañeta.

L'aixovar d'església (retaules, pintures, etc..) no va sobreviure als saquejos francesos i als incendis i és modern íntegrament. Sí es conserven algunes peces antigues d'orfebreria en la sagristia. Dins de la imatgeria existent destaquen un crucifixe de fusta de roure esculpit per Aureo Rebolé el 1966 i una imatge de gran grandària del titular de la parròquia, obra d'Anselmo Salanova i donada al seu poble el 1806 per Andrés Gurpide, veí de Saragossa i defensor dels Setge de Saragossa que va sofrir la ciutat durant la Guerra de la Independència. Recentment en el presbiteri s'ha col·locat un retaule barroc procedent de l'antiga parròquia de Santa Engràcia de Sarriguren (Egüés).

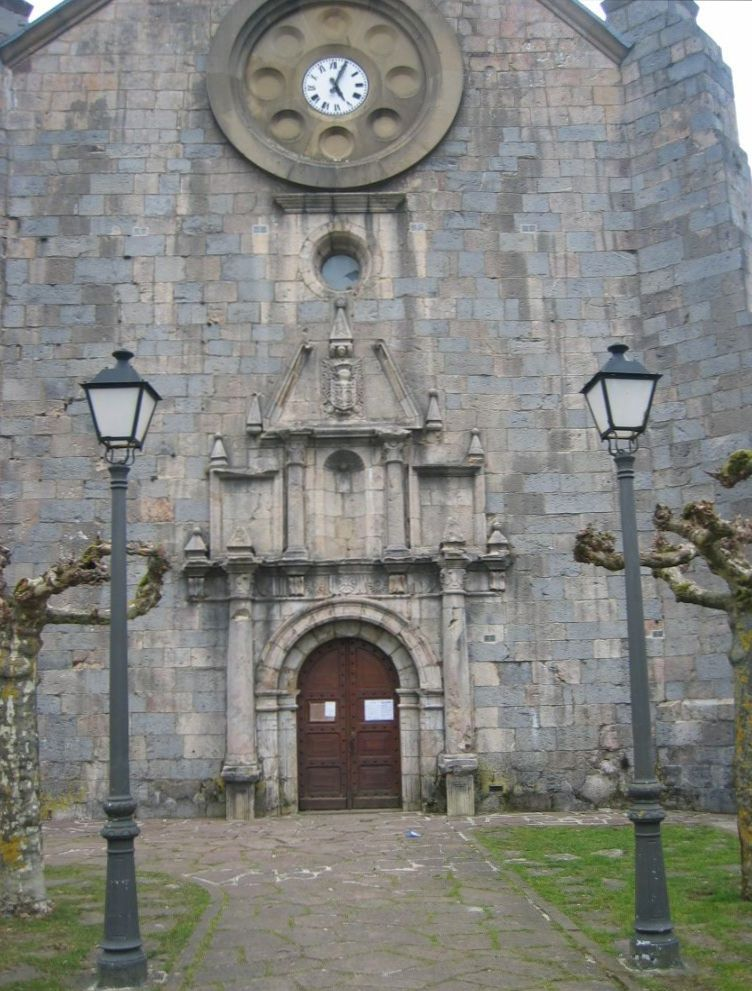
Façana amb portada de 1699
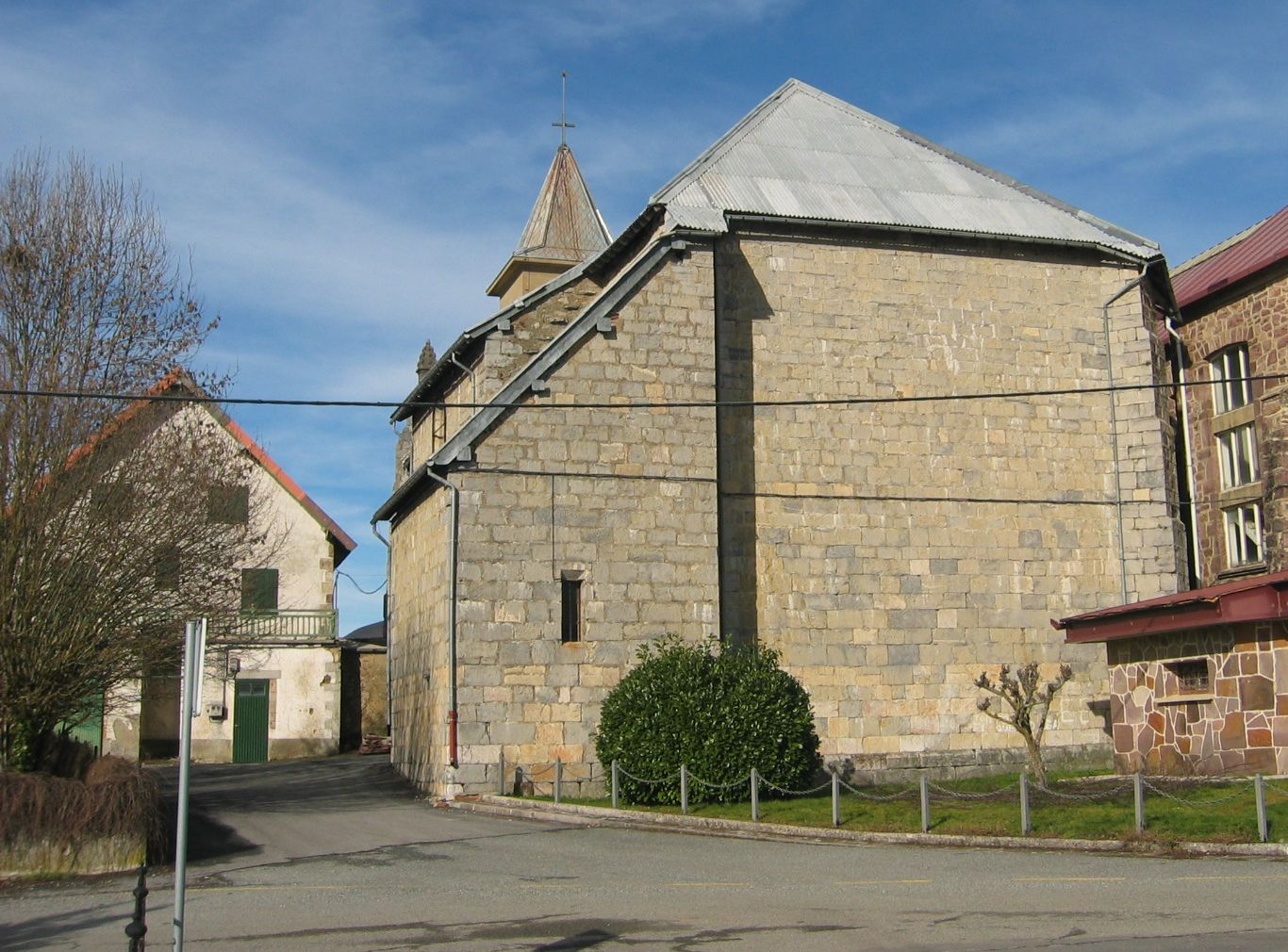
Vista posterior, amb l'antiga casa parroquial a l'esquerra
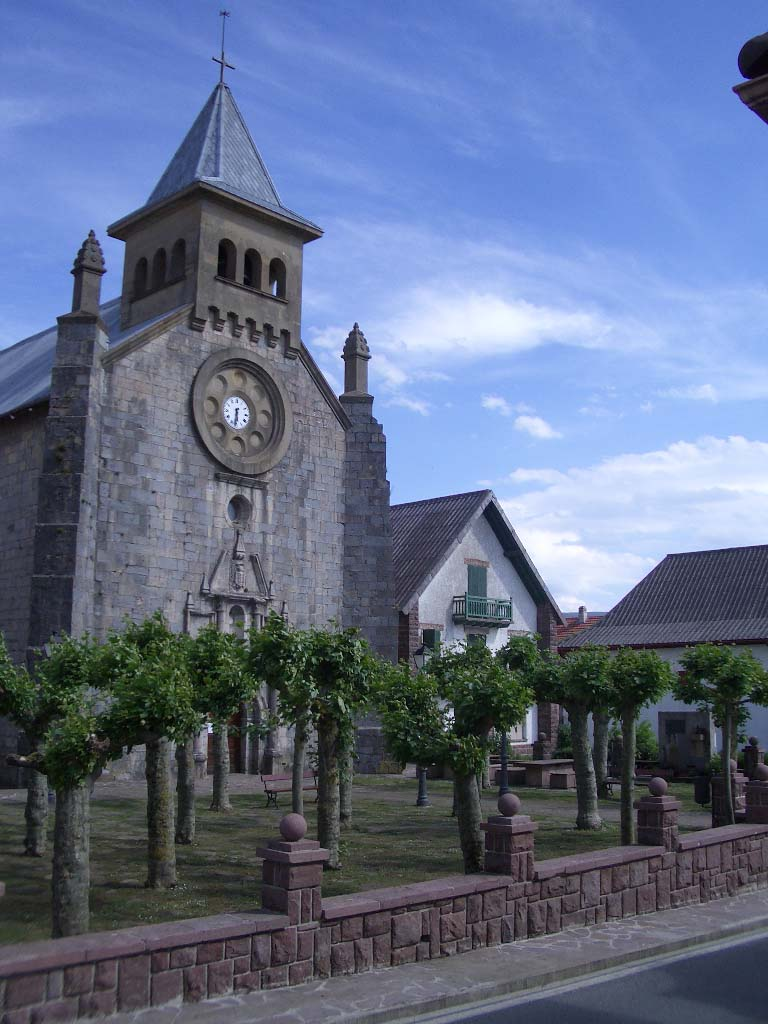
Vista de l'església, amb la zona enjardinada davant
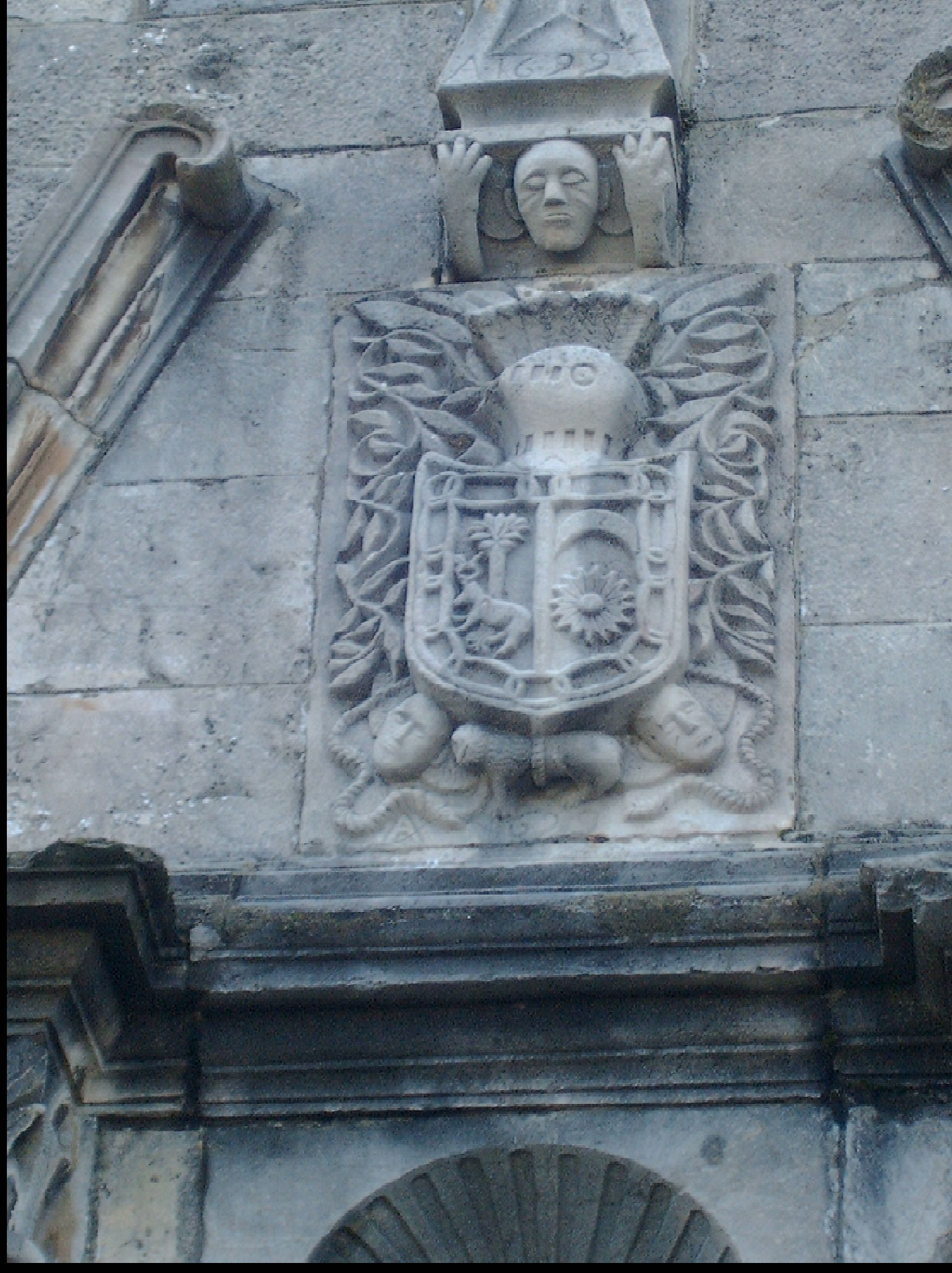
Escut sobre la portada
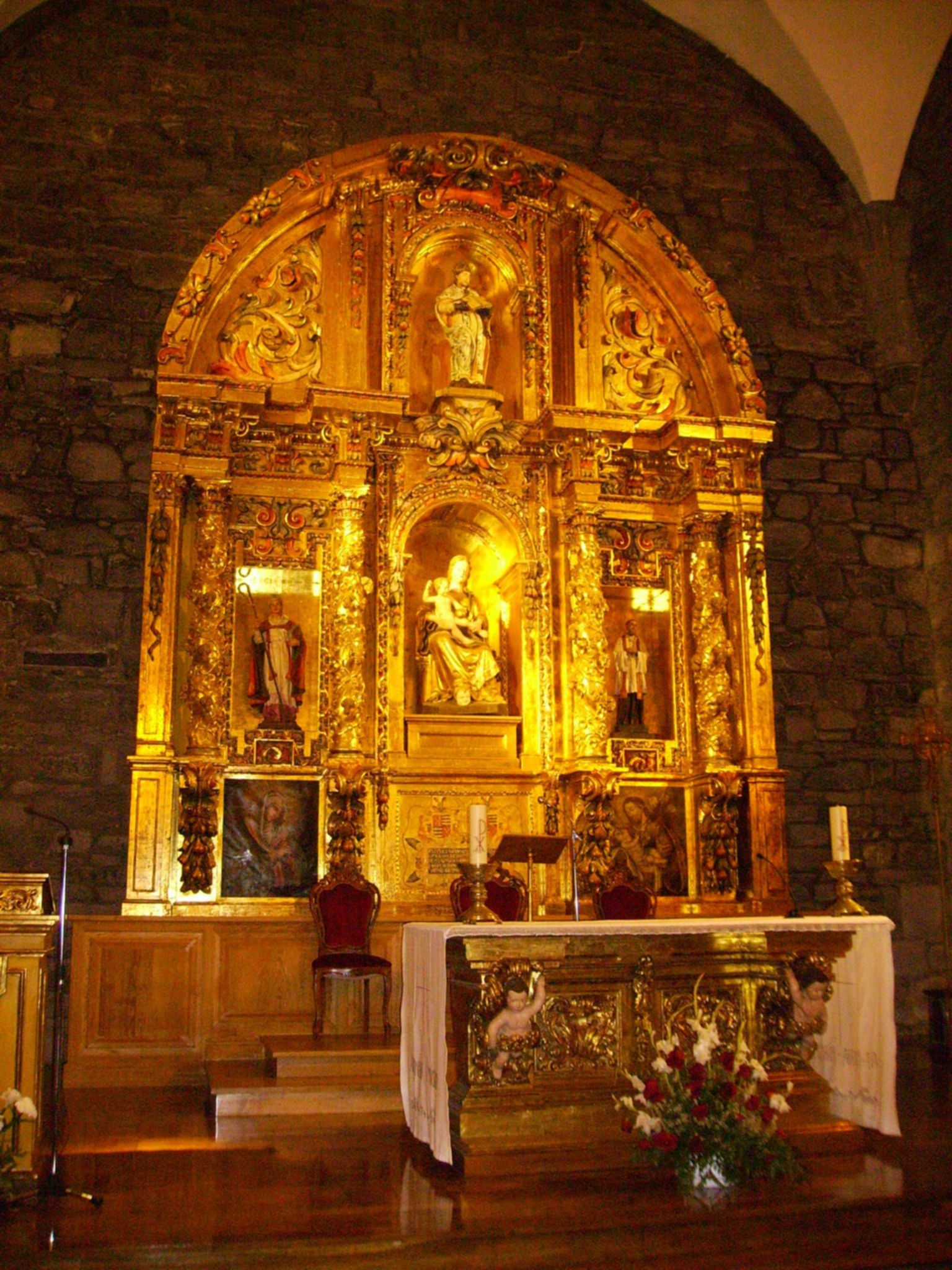
Retaule procedent de Sta. Engràcia a Sarriguren
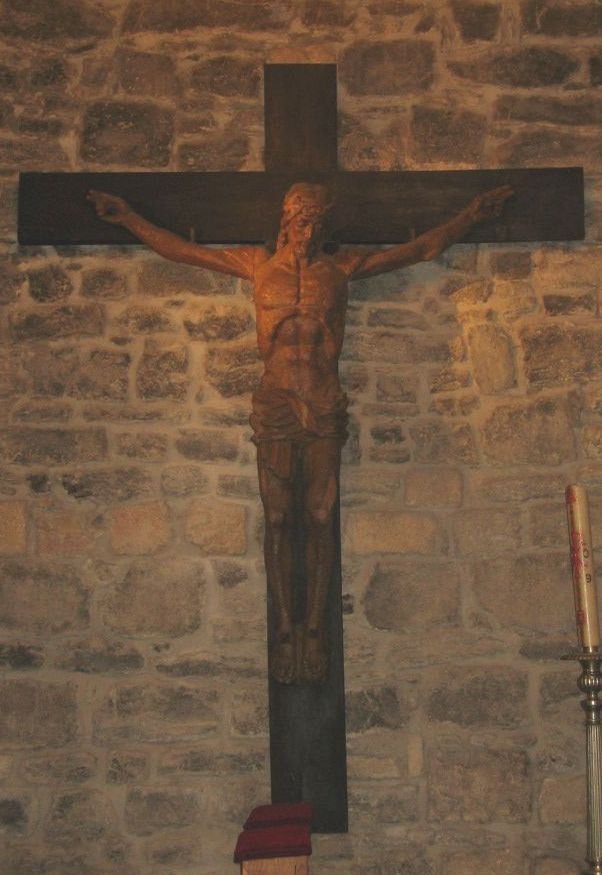
Crucificat talla d'Aureo Rebolé (1966)